# Antônio Martins
Pour l'athlète français, voir Antonio Martins. Pour le footballeur portugais, voir António Martins.
Antônio Martins est une municipalité brésilienne située dans l'État du Rio Grande do Norte.